# فلورنسا داجمار
فلورنسا داجمار (بالإنجليزية: Florence Dagmar)‏ هي ممثلة أمريكية، ولدت في 22 أكتوبر 1895 في بورتلاند في الولايات المتحدة، وتوفيت في 7 مايو 1986 في ساكرامنتو في الولايات المتحدة.

## وصلات خارجية
- فلورنسا داجمار على موقع IMDb (الإنجليزية)
- فلورنسا داجمار على موقع قاعدة بيانات الفيلم (الإنجليزية)